# (7330) Annelemaître
7330 Annelemaitre (1985 TD) – planetoida z grupy przecinających orbitę Marsa okrążająca Słońce w ciągu 3,62 lat w średniej odległości 2,36 j.a. Odkryta 15 października 1985 roku.